# Merlí (sèrie de televisió)
Merlí és una sèrie de televisió de TV3 que tracta sobre un professor de filosofia del mateix nom que estimula els seus alumnes a pensar lliurement mitjançant uns mètodes poc ortodoxos, els quals dividiran les opinions de la classe, els professors i les famílies.
Amb una certa influència de pel·lícules com El club dels poetes morts, a Merlí, els creadors procuren fer més propera la filosofia a tots els públics. A cada episodi s'inclouen els plantejaments d'algun gran pensador o escola, com els peripatètics, Nietzsche o Schopenhauer, que lliga amb els esdeveniments dels personatges.
La sèrie consta de 40 episodis en total, amb la característica que cadascun és batejat amb el nom de diferents filòsofs. Creada i escrita per Héctor Lozano i dirigida per Eduard Cortés, es va estrenar a TV3 el 14 de setembre de 2015 a horari de màxima audiència i va aconseguir una audiència del 17,7% amb 566.000 espectadors. Durant els episodis posteriors va destacar com un dels èxits televisius de la temporada, sent líder de la seva franja horària. Va aconseguir també una xifra important de visualitzacions per Internet.
La sèrie ha estat doblada al castellà pel grup Atresmedia, que va comprar els drets de la sèrie el novembre de 2015. A escala internacional, Netflix va comprar la primera temporada de la sèrie al novembre de 2016, per emetre-la a Sud-amèrica i als Estats Units. La primera temporada de la sèrie va ser emesa en castellà a la Sexta de l'abril al juny de 2016. El 18 de gener de 2021 es va anunciar la finalització del rodatge de la primera temporada d'una adaptació de l'obra a França, que porta per títol La Faute à Rousseau, així com el rodatge d'una adaptació a Itàlia amb el títol d'Un professore.
El desembre del 2018 es va fer oficial un spin-off protagonitzat per Pol Rubio (Carlos Cuevas) amb el nom de Merlí: Sapere aude. El nou projecte, que fou desenvolupat a mitges per Movistar+ i TV3, es va estrenar un any després, el desembre del 2019, en exclusiva a la plataforma de pagament (que emprèn així la seva primera ficció pròpia rodada en català) i es va estrenar el 2020 al canal públic de Televisió de Catalunya.

## Argument

### Primera temporada
L'argument gira al voltant de Merlí Bergeron (Francesc Orella), un professor de Filosofia desnonat que viu amb sa mare, na Carmina Calduch (Anna M. Barbany), i que haurà d'aprendre a conviure amb el seu fill Bruno (David Solans), que fins ara cuidava la seva exdona.
Merlí, coincidint amb l'arribada del seu fill, és assignat a l'Institut Àngel Guimerà. Allà, mitjançant mètodes imprevisibles, el Merlí procurarà fer reflexionar, opinar i també ajudarà amb els seus problemes als seus alumnes, encara que sigui amb mètodes censurables.
Merlí no només explicarà filòsofs i pensadors, sinó que també aplicarà les lliçons en el dia a dia, per a resoldre els problemes quotidians que es va trobant.
Els seus alumnes, els anomenats Peripatètics, són un grup molt divers que s'haurà d'afrontar a tota mena de situacions. En Pol (Carlos Cuevas) és un repetidor que de seguida s'entendrà amb en Merlí; la Berta (Candela Antón), és una fatxenda que no suportarà en Merlí al principi; en Marc (Adrian Grösser), és un personatge amigable i bon jan; l'Ivan (Pau Poch), és un noi que pateix agorafòbia; la Tània (Elisabet Casanovas), és una noia extravertida i la millor amiga del Bruno; el Gerard (Marcos Franz), és un noi enamoradís que demanarà consells amorosos a en Merlí; en Joan (Albert Baró), és un noi estudiós i tímid amb una família molt rígida; la Mònica (Júlia Creus), és una estudiant nova i molt madura; l'Oliver (Iñaki Mur), també un alumne nou, és alegre i extravertit i de seguida es farà amic de tothom; i, finalment, en Bruno (David Solans), el fill d'en Merlí i el seu alumne més difícil.

### Segona temporada
Comença el segon de Batxillerat a l'Institut Àngel Guimerà. Els alumnes reben el Merlí amb eufòria i ell entra pletòric al centre. Els Peripatètics han madurat una mica en general, però, en el fons, continuen sent els mateixos adolescents divertits i despistats que tothom ja coneix. A la colla s'hi afegeix una nova alumna, fet que genera noves relacions dins del grup.
A la sala de professors, en canvi, el Merlí no és tan ben rebut. Per molt que l'Eugeni l'espera amb ganes de discutir, a tots dos els apareix un adversari comú: la Coralina, la nova cap d'estudis. Aquesta catedràtica de seixanta anys, esquerpa i autoritària, vol imposar el seu criteri i remou tot el claustre de professors.
El Merlí hi to de ple i el Toni ha de fer tot el que pugui perquè hi hagi pau. La Coralina no és l'única incorporació al claustre: el Millán, professor de castellà, i l'Elisenda, d'anglès, formen part del nou equip docent. A l'institut, el Merlí encara fa les classes de manera menys ortodoxa que a la primera temporada: s'endú els alumnes a fer la classe fora de l'aula. Qualsevol indret, com ara un centre comercial, pot servir al Merlí per explicar els filòsofs cínics, els estoics, Descartes, Hobbes o els presocràtics. Entre la nòmina de pensadors que d'aquest curs s'hi troben algunes filòsofes, com Hipàrquia de Maronea.

## Personatges

### 1a Temporada

#### Principals
- Francesc Orella - Merlí Bergeron Calduch
- David Solans - Bruno Bergeron
- Pau Durà - Toni (capítol 1 - capítol 8; capítol 10 - capítol 13)
- Pere Ponce - Eugeni Bosch (capítol 1 - capítol 6; capítol 8; capítol 10 - capítol 13)
- Ana M. Barbany - Carmina Calduch
- Marta Marco - Gina Castells (capítol 2 - capítol 13)

#### Secundaris

##### Amb la col·laboració especial de
- Marta Calvó - Bàrbara (capítol 1)
- Assumpció Balaguer - Àvia de la família Rubio (capítol 4; capítol 7)

##### Repartiment
- Francesc Orella - Merlí Bergeron Calduch
- David Solans - Bruno Bergeron
- Candela Antón - Berta Prats Garcia
- Patrícia Bargalló - Mireia (capítol 1 - capítol 4; capítol 6; capítol 8; capítol 10 - capítol 11; capítol 13)
- Albert Baró - Joan Capdevila Bonet
- Elisabet Casanovas - Tània Illa
- Júlia Creus - Mònica de Villamore (capítol 3 - capítol 13)
- Carlos Cuevas - Pol Rubio
- Adrian Grösser - Marc Vilaseca
- Rubén d'Eguía - Albert
- Marcos Franz - Gerard Piguillem Castells
- Mar del Hoyo - Laia (capítol 1 - capítol 6; capítol 8 - capítol 11; capítol 13)
- Marta Domingo - Elsa García (capítol 11 - capítol 12)
- Assun Planas - Glòria (capítol 1 - capítol 4; capítol 6; capítol 8; capítol 10 - capítol 13)
- Pep Jové - Santi (capítol 1 - capítol 2; capítol 4; capítol 6 - capítol 8; capítol 10 - capítol 12)
- Jordi Martínez - Jaume Capdevila (capítol 4 - capítol 5; capítol 7; capítol 9 - capítol 13)
- Iñaki Mur - Oliver Grau (Capítol 11 - Capítol 13)
- Oriol Pla - Òscar Rubio (Capítol 4 - Capítol 7)
- Victòria Pagès - Aurèlia Bonet (capítol 4 - capítol 5; capítol 7; capítol 9 - capítol 12)
- Pau Poch - Ivan Blasco (capítol 1 - capítol 3; capítol 5 - capítol 9; capítol 11 - capítol 13)
- Rick Baster - Estudiant (capítol 1; capítol 2)
- Carlos Vicente - Enric Grau (capítol 6; capítol 13)
- Anna Ycobalzeta - Míriam Blasco (capítol 1 - capítol 3 - capítol 5; capítol 8 - capítol 9; capítol 12 - capítol 13)

### 2a Temporada

#### Principals
- Francesc Orella - Merlí Bergeron Calduch (†)
- David Solans - Bruno Bergeron
- Carlos Cuevas - Pol Rubio
- Pepa López - Coralina (†)
- Anna M. Barbany - Carmina Calduch
- Candela Antón - Berta Prats García
- Albert Baró - Joan Capdevila Bonet
- Elisabet Casanovas - Tània Illa
- Júlia Creus - Mònica de Villamore
- Marcos Franz - Gerard Piguillem Castells
- Adrian Grösser - Marc Vilaseca
- Pau Poch - Ivan Blasco

#### Secundaris
- Marta Marco - Gina Castells
- Laia Manzanares - Oksana Casanoves
- Iñaki Mur - Oliver Grau
- Pol Hermoso - Uri
- Pau Durà - Toni
- Pere Ponce - Eugeni Bosch

#### Episòdics
- Patrícia Bargalló - Mireia
- Anna Barrachina - Lídia
- Sandra Monclús - Elisenda
- Jordi Martínez - Jaume Capdevila
- León Martínez - Pau Vilaseca
- Victòria Pagès - Aurèlia Bonet
- Oriol Pla - Òscar Rubio
- Assun Planas - Glòria
- Ferran Rañé - Manel Millan
- Boris Ruiz - Alfonso Rubio
- Enrique Salgado -
- Carlos Vicente - Enric Grau
- Anna Ycobalzeta - Miriam Blasco

## Recepció
Merlí ha tingut una molt bona recepció per part de l'audiència. De mitjana, exceptuant l'últim episodi, la sèrie va acumular 559.000 espectadors amb una quota d'audiència o share del 18,2%. Entre les franges d'edat d'entre 13 i 24 anys, Merlí obté una quota d'audiència del 41,2%. A la resta de franges és menor i se situa entre el 15 i el 20%.
Aquests resultats són la segona millor quota d'audiència a una sèrie de ficció de TV3, només superada per la sèrie 13 anys i un dia, que va tenir 588.000 seguidors durant la primera temporada. Per altra banda Merlí no només és seguida per televisió, ja que també té una important xifra de visualitzacions per Internet, de més de 100.000 reproduccions de mitjana.
Segons una enquesta de l'empresa GfK, que col·labora amb TV3, Merlí també és una de les sèries més ben valorades pels teleespectadors, assolint una nota de 8,4 sobre 10. Merlí ha tingut èxit també a nivell internacional, especialment gràcies a la seva presència a Netflix.

### Crítiques
Merlí ha despertat —juntament amb l'entusiasme per l'èxit d'audiència i la temàtica plantejada— alguns dubtes entre docents i professionals de la filosofia: s'ha qüestionat el suposat masclisme del protagonista, el tractament de nous conceptes de família, l'anàlisi de la qüestió nacionalista a Catalunya, absència d'immigrants entre els alumnes i els professors, la manca de deontologia docent en certs moments, l'existència d'una agenda oculta en relació als conceptes filosòfics transmesos, el model de llengua que s'usa, especialment per part dels joves, etc. Hi ha hagut força debats arreu del país i, encara que algunes crítiques han estat especialment dures, és freqüent pensar que la sèrie ha fet créixer l'interès per la filosofia i pels estudis de Grau que hi condueixen

## Capítols i audiències
| Temporada | Temporada | Capítols | Data d'emissió         | Data d'emissió         | Audiència   | Audiència |
| Temporada | Temporada | Capítols | Començament            | Fi                     | Espectadors | Share     |
| --------- | --------- | -------- | ---------------------- | ---------------------- | ----------- | --------- |
|           | 1         | 13       | 14 de setembre de 2015 | 7 de desembre de 2015  | 561.000     | 18,3%     |
|           | 2         | 13       | 19 de setembre de 2016 | 12 de desembre de 2016 | 513.000     | 19,5%     |
|           | 3         | 14       | 18 de setembre de 2017 | 15 de gener de 2018    | 538.000     | 17,7%     |
| Total     | Total     | 40       | 14 de setembre de 2015 | 15 de gener de 2018    | 529.000     | 18,4%     |

### Temporada 1 (2015)
| Núm. Prog. | Nom              | Direcció      | Data d'emissió         | Espectadors | Share |
| ---------- | ---------------- | ------------- | ---------------------- | ----------- | ----- |
| 1          | Els peripatètics | Eduard Cortés | 14 de setembre de 2015 | 566.000     | 17,7% |
| 2          | Plató            | Eduard Cortés | 21 de setembre de 2015 | 544.000     | 17,2% |
| 3          | Maquiavel        | Eduard Cortés | 28 de setembre de 2015 | 556.000     | 16,7% |
| 4          | Aristòtil        | Eduard Cortés | 5 d'octubre de 2015    | 591.000     | 19,3% |
| 5          | Sòcrates         | Eduard Cortés | 12 d'octubre de 2015   | 559.000     | 18,8% |
| 6          | Schopenhauer     | Eduard Cortés | 19 d'octubre de 2015   | 538.000     | 17%   |
| 7          | Foucault         | Eduard Cortés | 26 d'octubre de 2015   | 459.000     | 15,2% |
| 8          | Guy Debord       | Eduard Cortés | 2 de novembre de 2015  | 555.000     | 19,1% |
| 9          | Epicur           | Eduard Cortés | 9 de novembre de 2015  | 559.000     | 18,3% |
| 10         | Els escèptics    | Eduard Cortés | 16 de novembre de 2015 | 577.000     | 19,6% |
| 11         | Els sofistes     | Eduard Cortés | 23 de novembre de 2015 | 610.000     | 20,5% |
| 12         | Hume             | Eduard Cortés | 30 de novembre de 2015 | 592.000     | 19,9% |
| 13         | Nietzsche        | Eduard Cortés | 7 de desembre de 2015  | 591.000     | 19,4% |

### Temporada 2 (2016)
| Núm. Prog. | Nom              | Direcció      | Data d'emissió         | Espectadors | Share |
| ---------- | ---------------- | ------------- | ---------------------- | ----------- | ----- |
| 1          | Els presocràtics | Eduard Cortés | 19 de setembre de 2016 | 577.000     | 22,5% |
| 2          | Thomas Hobbes    | Eduard Cortés | 26 de setembre de 2016 | 527.000     | 22,5% |
| 3          | Els estoics      | Eduard Cortés | 3 d'octubre de 2016    | 559.000     | 21,3% |
| 4          | Kant             | Eduard Cortés | 10 d'octubre de 2016   | 511.000     | 19,1% |
| 5          | Hipàrquia        | Eduard Cortés | 17 d'octubre de 2016   | 524.000     | 18,8% |
| 6          | Montaigne        | Eduard Cortés | 24 d'octubre de 2016   | 461.000     | 17,8% |
| 7          | Judith Butler    | Eduard Cortés | 31 d'octubre de 2016   | 308.000     | 13,1% |
| 8          | Freud            | Eduard Cortés | 7 de novembre de 2016  | 541.000     | 19,8% |
| 9          | Descartes        | Eduard Cortés | 14 de novembre de 2016 | 531.000     | 19,6% |
| 10         | Engels           | Eduard Cortés | 21 de novembre de 2016 | 578.000     | 22,3% |
| 11         | Zizek            | Eduard Cortés | 28 de novembre de 2016 | 562.000     | 20,2% |
| 12         | El taoisme       | Eduard Cortés | 5 de desembre de 2016  | 389.000     | 15,2% |
| 13         | Boeci            | Eduard Cortés | 12 de desembre de 2016 | 599.000     | 21,1% |

### Temporada 3 (2017)
| Núm. Prog. | Nom                            | Direcció      | Data d'emissió         | Espectadors | Share |
| ---------- | ------------------------------ | ------------- | ---------------------- | ----------- | ----- |
| 1          | Walter Benjamin                | Eduard Cortés | 18 de setembre de 2017 | 510.000     | 17,4% |
| 2          | Adam Smith                     | Eduard Cortés | 25 de setembre de 2017 | 449.000     | 18,3% |
| 3          | Albert Camus                   | Eduard Cortés | 2 d'octubre de 2017    | 528.000     | 16,5% |
| 4          | Karl Marx                      | Eduard Cortés | 9 d'octubre de 2017    | 456.000     | 15,4% |
| 5          | Hannah Arendt                  | Eduard Cortés | 23 d'octubre de 2017   | 496.000     | 16,4% |
| 6          | Kierkegaard                    | Eduard Cortés | 30 d'octubre de 2017   | 530.000     | 18,5% |
| 7          | Thoreau                        | Eduard Cortés | 6 de novembre de 2017  | 507.000     | 17,6% |
| 8          | Plotí                          | Eduard Cortés | 13 de novembre de 2017 | 530.000     | 18%   |
| 9          | Zygmunt Bauman                 | Eduard Cortés | 20 de novembre de 2017 | 491.000     | 16,2% |
| 10         | Heidegger                      | Eduard Cortés | 27 de novembre de 2017 | 468.000     | 15,8% |
| 11         | Hegel                          | Eduard Cortés | 4 de desembre de 2017  | 598.000     | 19,5% |
| 12         | Sant Agustí                    | Eduard Cortés | 11 de desembre de 2017 | 437.000     | 15,4% |
| 13         | Els Peripatètics del segle XXI | Eduard Cortés | 8 de gener de 2018     | 542.000     | 17,4% |
| 14         | Merlí Bergeron                 | Eduard Cortés | 15 de gener de 2018    | 693.000     | 23,6% |

### Merlinari
| Programa | Nom          | Data d'emissió         | Espectadors | Share |
| -------- | ------------ | ---------------------- | ----------- | ----- |
| 1        | La foto      | 18 de setembre de 2017 | 209.000     | 8,6%  |
| 2        | La cuina     | 25 de setembre de 2017 |             |       |
| 3        | El suïcidi   | 2 d'octubre de 2017    |             |       |
| 4        | La baralla   | 9 d'octubre de 2017    |             | 7,7%  |
| 5        | La bronca    | 23 d'octubre de 2017   | 239.000     | 9,4%  |
| 6        | El brot      | 30 d'octubre de 2017   | 194.000     | 8,8%  |
| 7        | El boicot    | 6 de novembre de 2017  |             |       |
| 8        | La bellesa   | 13 de novembre de 2017 |             |       |
| 9        | Els leprosos | 20 de novembre de 2017 |             |       |
| 10       | El campanar  | 27 de novembre de 2017 |             |       |
| 11       | La seducció  | 4 de desembre de 2017  |             |       |
| 12       | Els profes   | 11 de desembre de 2017 |             |       |
| 13       | La gamba     | 8 de gener de 2018     | 222.000     | 8,7%  |
| 14       | El comiat    | 15 de gener de 2018    | 246.000     | 12,9% |

### Episodis especials
| Nom                        | Direcció                         | Data d'emissió         | Espectadors | Share |
| -------------------------- | -------------------------------- | ---------------------- | ----------- | ----- |
| Merlinades: el 'making of' | Héctor Lozano                    | 14 de desembre de 2015 | 464.000     | 15,8% |
| La nit de Merlí            | Espartac Peran i Ana Boadas      | 19 de desembre de 2016 | 323.000     | 12,7% |
| La nit de Merlí            | Candela Figueras i Mireia Mallol | 15 de gener de 2018    | 699.000     | 21,1% |

## Banda sonora de la sèrie
El 21 de novembre de 2015 va sortir a la venda, amb el diari El Periódico, el disc amb la banda sonora de la sèrie.
El disc estava estructurat en 3 blocs:
- Bloc 1. Amb música de Rimsky-Korsakov (el vol del borinot) interpretada pel violonista Frédéric Descargues, Bach, Debussy (Arabesque núm.1), una balada interpretada per en Josep Thió (Sopa de Cabra), Lluís Gavaldà (Els Pets), entre d'altres, que ajuden a sentir els moments dramàtics i romàntics de la sèrie.
- Bloc 2. Es destaquen Chopin i Erik Satie. Les peces més clàssiques passen de ser menys a més animades.
- Bloc 3. El tercer bloc és el més animat del disc, amb cançons de La Casa Azul, Josep Thió, Pau Vallvé (la cançó Protagonistes), entre d'altres.

També s'hi inclouen cançons de Xavi Capellas editades especialment per la sèrie.